# 1980年モスクワオリンピックのポーランド選手団
1980年モスクワオリンピックのポーランド選手団（1980ねんモスクワオリンピックのポーランドせんしゅだん）は、1980年7月19日から8月3日にかけてソビエト連邦の首都モスクワで開催された1980年モスクワオリンピックのポーランド選手団、およびその競技結果。

## 概要
今大会は金メダル3個、銀メダル14個、銅メダル15個の合計32個のメダルを獲得した。

## メダル
| メダル | 選手名                                                                                    | 競技   | 種目                 |
| ------ | ----------------------------------------------------------------------------------------- | ------ | -------------------- |
| 金     | ブロニスワフ・マリノフスキ                                                                | 陸上   | 男子3000m障害        |
| 金     | ウワディスワフ・コザキエビッチ                                                            | 陸上   | 男子棒高跳           |
| 銀     | クシシシュフ・ズボリンスキ ゼノン・リチネルスキ レシェク・ドゥネツキ マリアン・ヴォロニン | 陸上   | 男子4×100mリレー     |
| 銀     | ヤチェク・ウショラ                                                                        | 陸上   | 男子走高跳           |
| 銀     | タデウス・スルシャルスキー                                                                | 陸上   | 男子棒高跳           |
| 銀     | ウルスラ・キエラン                                                                        | 陸上   | 女子走高跳           |
| 銀     | チェスワフ・ラング                                                                        | 自転車 | 男子個人ロードレース |
| 銅     | アグニェシュカ・チョペク                                                                  | 競泳   | 女子400m個人メドレー |
| 銅     | ルチーナ・ランゲル                                                                        | 陸上   | 女子100mハードル     |
| 銅     | ヤヌシュ・パヴウォフスキ                                                                  | 柔道   | 男子65kg級           |